# Список аэродромов Якутии

## Список аэропортовРеспублики Саха (Якутии)
| Населённый пункт          | Код ИАТА | Код ИКАО | Внутр. код | Название аэропорта | Длина ВПП | Статус            |
| ------------------------- | -------- | -------- | ---------- | ------------------ | --------- | ----------------- |
| Алдан                     | ADH      | УЕЕА     | АЛД        | Алдан              | 1376 м    |                   |
| Айхал                     | —        | УЕРА     | АХЛ        | Айхал              | 2100 м    |                   |
| Батагай                   | —        | УЕББ     | БТГ        | Батагай            | 2000 м    |                   |
| Белая Гора                | —        | УЕСГ     | БЯГ        | Белая Гора         | 1800 м    |                   |
| Верхневилюйск             | —        | УЕНИ     | ВХВ        | Верхневилюйск      | н/д       |                   |
| Верхоянск                 | —        | УЕБВ     | ВХЯ        | Верхоянск          | н/д       |                   |
| Вилюйск                   | —        | УЕНВ     | ВИК        | Вилюйск            | 1600 м    |                   |
| Витим                     | —        | УЕРТ     | ВИМ        | Витим              | 1100 м    |                   |
| Депутатский               | —        | УЕВД     | ДЕП        | Депутатский        | н/д       |                   |
| Жиганск                   | —        | УВКЖ     | ЖИГ        | Жиганск            | 1800 м    |                   |
| Зырянка                   | —        | УЕСУ     | ЗНК        | Зырянка            | 2000 м    |                   |
| Кулар                     | —        | УЕБК     | КЛА        | Кулар              | 1948 м    | закрыт            |
| Кысыл-Сыр                 | —        | УЕНК     | КЫС        | Кысыл-Сыр          | н/д       |                   |
| Ленск                     | —        | УЕРЛ     | ЛСК        | Ленск              | 2000 м    |                   |
| Маган                     | —        | УЕММ     | МГН        | Маган              | 3440 м    |                   |
| Мирный                    | MJZ      | УЕРР     | МИР        | Мирный             | 2800 м    |                   |
| Мома                      | —        | УЕМА     | МОМ        | Мома               | 1800 м    |                   |
| Нерюнгри                  | NER      | УЕЛЛ     | НРГ        | Чульман            | 3600 м    |                   |
| Нижнеянск                 | —        | УЕБН     | НЖЯ        | Нижнеянск          | н/д       |                   |
| Нюрба                     | —        | УЕНН     | НЮР        | Нюрба              | 1900 м    |                   |
| Оймякон                   | —        | УЕМЙ     | ОМК        | Оймякон            | н/д       |                   |
| Оленёк                    | —        | УЕРО     | ОЛН        | Оленёк             | 2000 м    |                   |
| Олёкминск                 | —        | УЕМО     | ОЛК        | Олёкминск          | 1900 м    |                   |
| Удачный                   | PYJ      | УЕРП     | ПЛЯ        | Полярный           | 3100 м    |                   |
| Саккырыр                  | —        | УЕБС     | СКЫ        | Саккырыр           | н/д       |                   |
| Сангар                    | —        | УЕМС     | САГ        | Сангар             | н/д       |                   |
| Саскылах                  | —        | УЕРС     | СЫХ        | Саскылах           | н/д       |                   |
| Сунтар                    | —        | УЕНС     | СУН        | Сунтар             | н/д       |                   |
| Среднеколымск             | —        | УЕСК     | СРМ        | Среднеколымск      | н/д       |                   |
| Талаканское месторождение | TLK      | УЕЦТ     | ТЛК        | Талакан            | 3100 м    |                   |
| Тикси                     | IKS      | УЕСТ     | ТСИ        | Тикси              | 3300 м    | фед. знач.        |
| Усть-Куйга                | —        | УЕБТ     | УКУ        | Усть-Куйга         | н/д       |                   |
| Усть-Мая                  | —        | УЕМУ     | УСМ        | Усть-Мая           | 1550 м    |                   |
| Усть-Нера                 | —        | УЕМТ     | УНР        | Усть-Нера          | н/д       |                   |
| Хандыга                   | —        | УЕМХ     | ХДЫ        | Тёплый Ключ        | 1800 м    |                   |
| Черский                   | CYX      | УЕСС     | ЧРС        | Черский            | 1676 м    |                   |
| Чокурдах                  | СКН      | УЕСО     | ЧКД        | Чокурдах           | 2000 м    |                   |
| Якутск                    | YKS      | УЕЕЕ     | ЯКТ        | Якутск             | 3400 м    | межд., фед. знач. |

## Список военных аэродромовРеспублики Саха (Якутии)
| Наименование аэродрома | Индекс* | ВПП (длина и ширина) | Типы базирующихся воздушных судов | Вид войск, объединение, соединение, подразделение**            | Примечания |
| ---------------------- | ------- | -------------------- | --------------------------------- | -------------------------------------------------------------- | ---------- |
| Темп (о. Котельный)    |         |                      |                                   |                                                                | —          |
| Тикси                  | УЕСТ    | 3000х59 м            | Ан-12, Ми-8                       | ВВС > 37 ВА ВГК(СН) > Оперативная группа в Арктике > 24-я ОТАЭ | —          |

## Список аэродромов совместного базированияРеспублики Саха (Якутии)
| Регион | Город  | Наименование аэродрома | Вид аэродрома   | Федеральный орган исполнительной власти, в ведении которого находится аэродром | Федеральный орган исполнительной власти и (или) организация, которым разрешено совместное базирование |
| ------ | ------ | ---------------------- | --------------- | ------------------------------------------------------------------------------ | --- |
| Якутия | Якутск | Маган                  | гражданский     |                                                                                | МВД РФ                                                                                                |
| Якутия | Тикси  | Тикси                  | государственный | Минобороны РФ                                                                  | ФСБ РФ, ГУП «Авиакомпания „Полярные авиалинии“»                                                       |

## Список спортивных аэродромовРеспублики Саха (Якутии)
| Наименование аэродрома | Индекс* | ВПП (длина и ширина) | Эксплуатант        |
| ---------------------- | ------- | -------------------- | ------------------ |
| Якутск (Покровск)      | —       | н/д                  | Якутский АСК РОСТО |

## Сокращения
- межд. — международный аэропорт (то есть включенный в Перечень международных аэропортов, составляемый Росавиацией)
- фед. знач. — аэропорт федерального значения (то есть включенный в Реестр аэродромов федерального значения, составляемый Росавиацией)
- АСК — авиационно-спортивный клуб
- ВА — воздушная армия
- ВГК (СН) — Верховного Главного командования (Стратегического назначения)
- ВТАБ — военно-транспортная авиабаза
- н/д — нет данных
- ТБАД — гвардейская тяжёлая бомбардировочная авиадивизия